# Светодиодное освещение
Светодиодное освещение — одно из перспективных направлений технологий искусственного освещения, основанное на использовании светодиодов в качестве источника света.
Развитие светодиодного освещения непосредственно связано с достижениями в технологии белых светодиодов. Разработаны так называемые сверхъяркие светодиоды, специально предназначенные для искусственного освещения.

## Преимущества

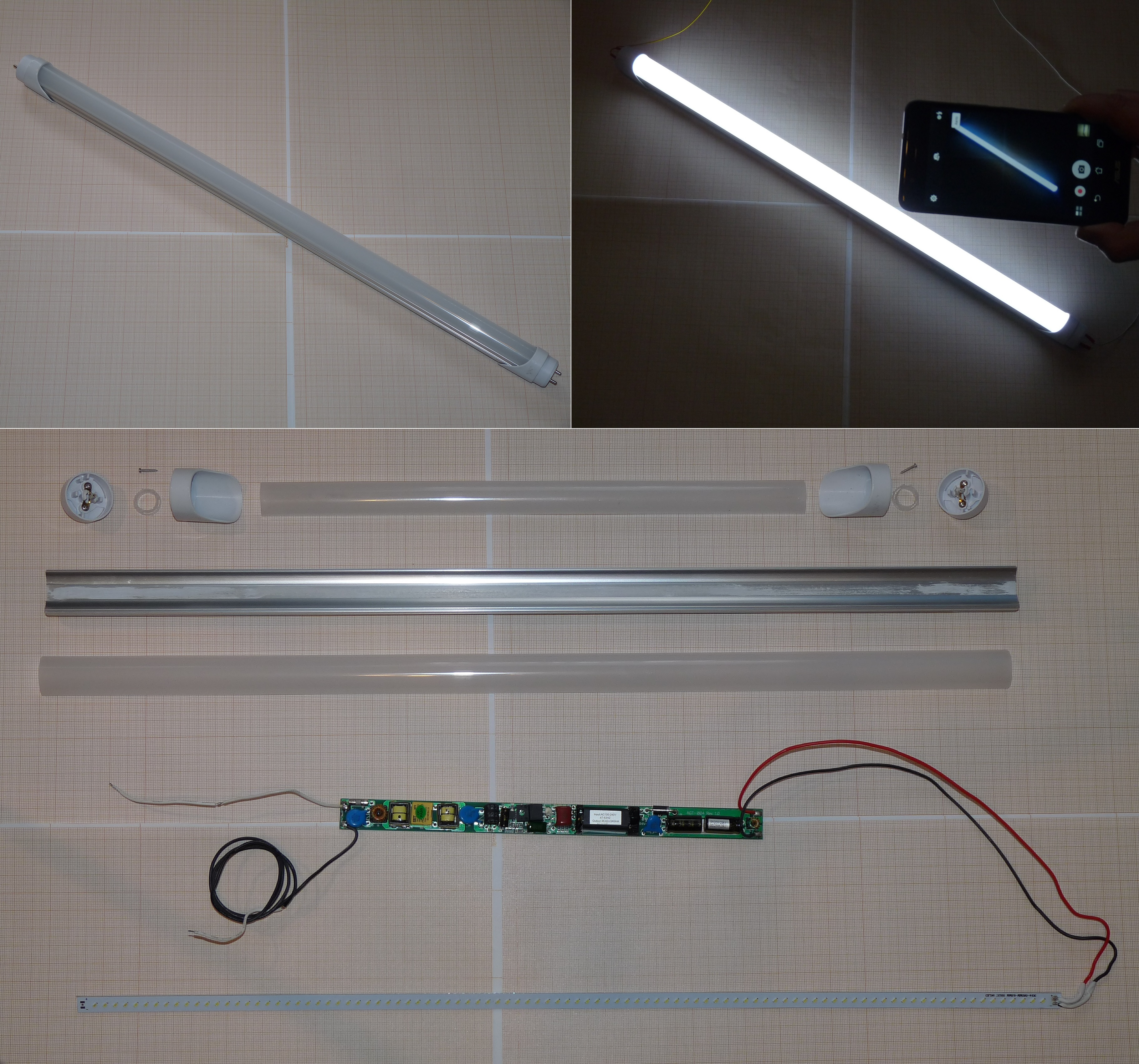
Качественная светодиодная лампа

В сравнении с обычными лампами накаливания, а также люминесцентными лампами светодиодные источники света обладают многими преимуществами.
При оптимальной схемотехнике источников питания, применении качественных компонентов и обеспечении надлежащего теплового режима срок службы светодиодных систем освещения при сохранении приемлемых для общего освещения показателей может достигнуть 36-72 тысяч часов, что в среднем в 50 раз больше по сравнению с номинальным сроком службы ламп накаливания общего назначения и в 4-16 раз больше, чем у большинства люминесцентных ламп.
Производители светодиодов из-за постоянного обновления и совершенствования продукции не имеют возможности проводить тестирование в реальном времени и указывают прогнозируемый срок службы, используя специальные методики, такие как TM-21 и IESNA LM-80. Большой срок службы в некоторых применениях играет решающую роль. Так, экономия на обслуживании и замене ламп в уличных светильниках зачастую превышает экономию на электроэнергии.

## Недостатки

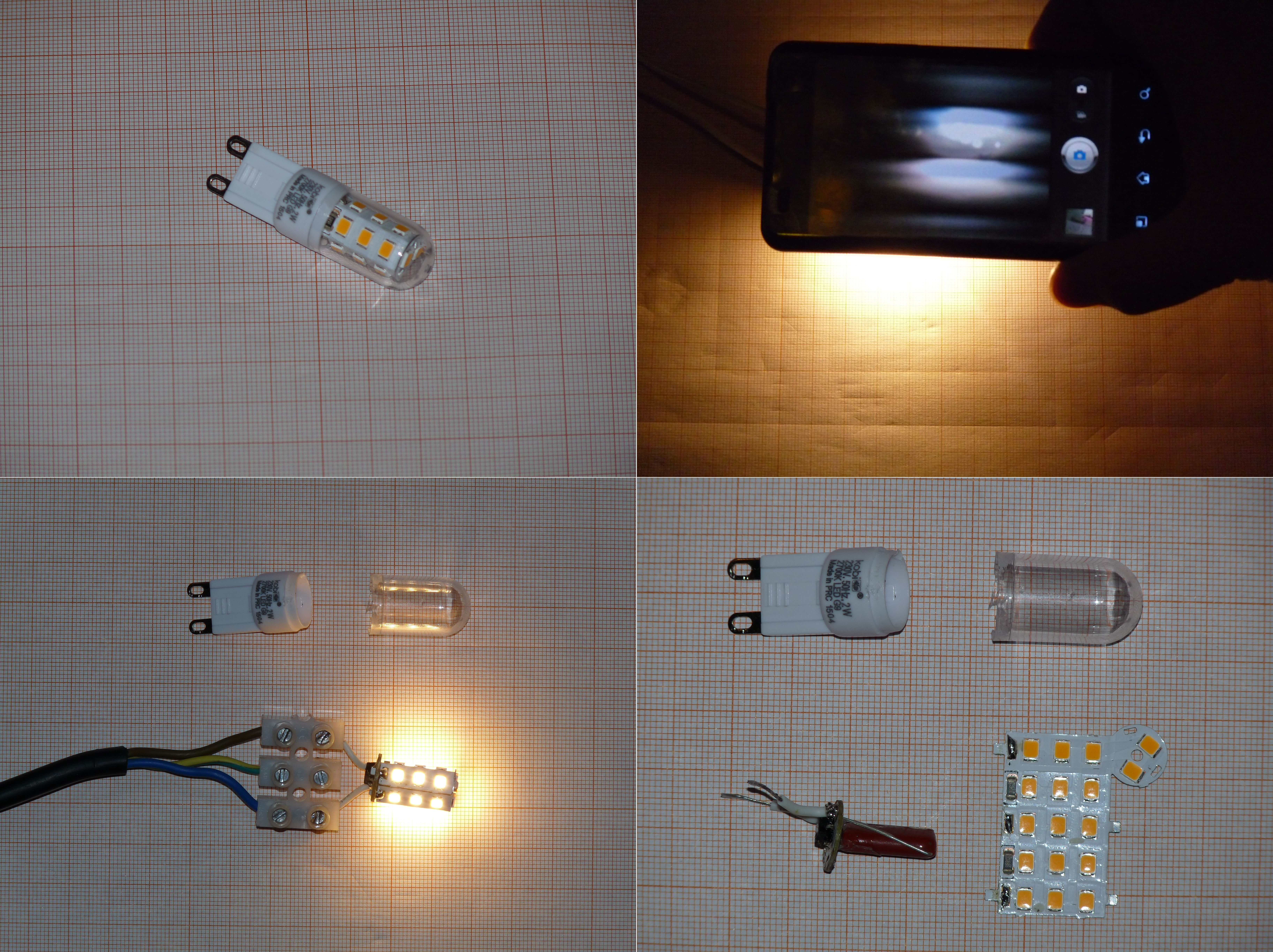
Низкий cosφ и пульсации

1. Светодиодное освещение из-за значительного отличия своего спектра от спектра естественного освещения негативно влияет на здоровье[6], вызывая различные нарушения здоровья. Синее излучение светодиодов может влиять на зрение и вызывать усталость глаз и повреждение сетчатки[7].
2. Высокие требования к качеству теплоотвода, поскольку температура оказывает решающее влияние на надежность[8]. Мощные осветительные светодиоды требуют наличия внешнего радиатора для охлаждения, потому что имеют неблагоприятное соотношение своих размеров к выделяемой тепловой мощности и не могут без специального теплоотвода рассеять столько тепла, сколько выделяют. Так, для рассеивания 5 Вт тепловой мощности, выделяемой полупроводниковым прибором с возможностью работы при температуре окружающей среды до +40 °C, потребуется радиатор площадью 100 см2[9]. Необходимость использования радиатора удорожает готовое изделие и затрудняет конструирование светодиодных ламп свыше 15 Вт, совместимых с типоразмером цоколя и габаритами ламп накаливания общего назначения. Особенно проблемы с теплоотводом ощутимы на примере светодиодных лампочек, что побуждает пользователей сети составлять их рейтинги[10].
3. Дешёвые массовые светодиоды имеют световую отдачу 80—110 лм/Вт, что по экономичности ниже современных натриевых ламп[11], в связи с чем, несмотря на активное внедрение светодиодных бюджетных светильников в различные производственные и коммунальные сферы бытового обслуживания, в настоящее время для освещения улиц и дворовых территорий одними из самых энергоэффективных и надёжных источников света являются светильники типа ДНаТ (светоотдача натриевых ламп высокого давления достигает 150 люмен/ватт, низкого давления — до 200 люмен/ватт).
4. Применяемая в светодиодном освещении синяя компонента спектра негативно сказывается на функционирование пищевых цепей фауны и привлекают беспозвоночных из сельской местности в города.[12]

Несоответствие спектра светодиодных светильников естественному солнечному вызывало негативное влияние на здоровье людей, в частности, при работе с компьютером в течение длительного времени. Такие источники света негативно влияли на синтез мелатонина, циркадные ритмы; вызывали сонливость и ухудшали производительность труда. Этот недостаток побудил изготовителей светодиодов искать новые технологии, и были разработаны более безопасные светодиодные источники освещения. В РФ не уделяется достаточно внимания этой проблеме, и в результате экономичные, но небезопасные светодиодные светильники получили широкое распространение, в том числе в образовательных учреждениях — при наличии экономичной и безопасной альтернативы.

## Применение

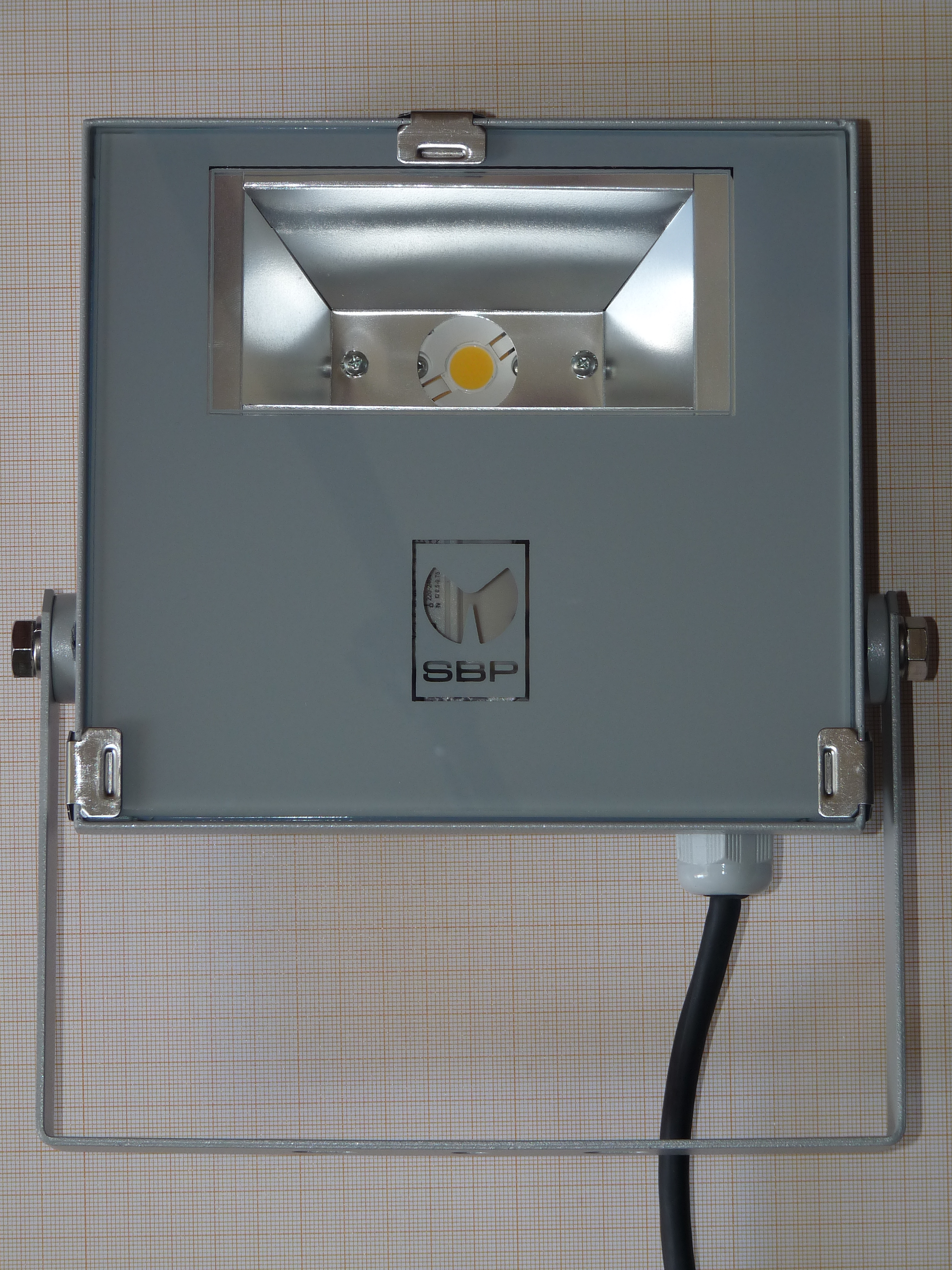
Светодиодный прожектор

Светодиодные технологии освещения благодаря эффективному расходу электроэнергии и простоте конструкции нашли широкое применение в светильниках, прожекторах, светодиодных лентах, декоративной светотехнике и особенно в компактных осветительных приборах — ручных фонариках. Их световая мощность доходит до 5000 лм. Светодиодные осветительные приборы подразделяются на уличные и интерьерные. Сегодня их применяют для подсветки зданий, автомобилей, улиц и рекламных конструкций, фонтанов, тоннелей и мостов. Данное освещение используют для подсветки производственных и офисных помещений, домашнего интерьера и мебели.
Светодиодное освещение применяется в светотехнике для создания дизайнерского освещения в специальных современных дизайн-проектах. Надёжность светодиодных источников света позволяет использовать их в труднодоступных для частой замены местах (встроенное потолочное освещение, внутри натяжных потолков и т. д.).
Декоративная светодиодная подсветка в основном применяется для праздничной иллюминации. Используется как новогоднее украшение — светодиодная гирлянда. В период праздников (в большей степени новогодних) их можно увидеть на улицах городов, они украшают деревья, фасады зданий и другие уличные объекты.

### Уличное освещение

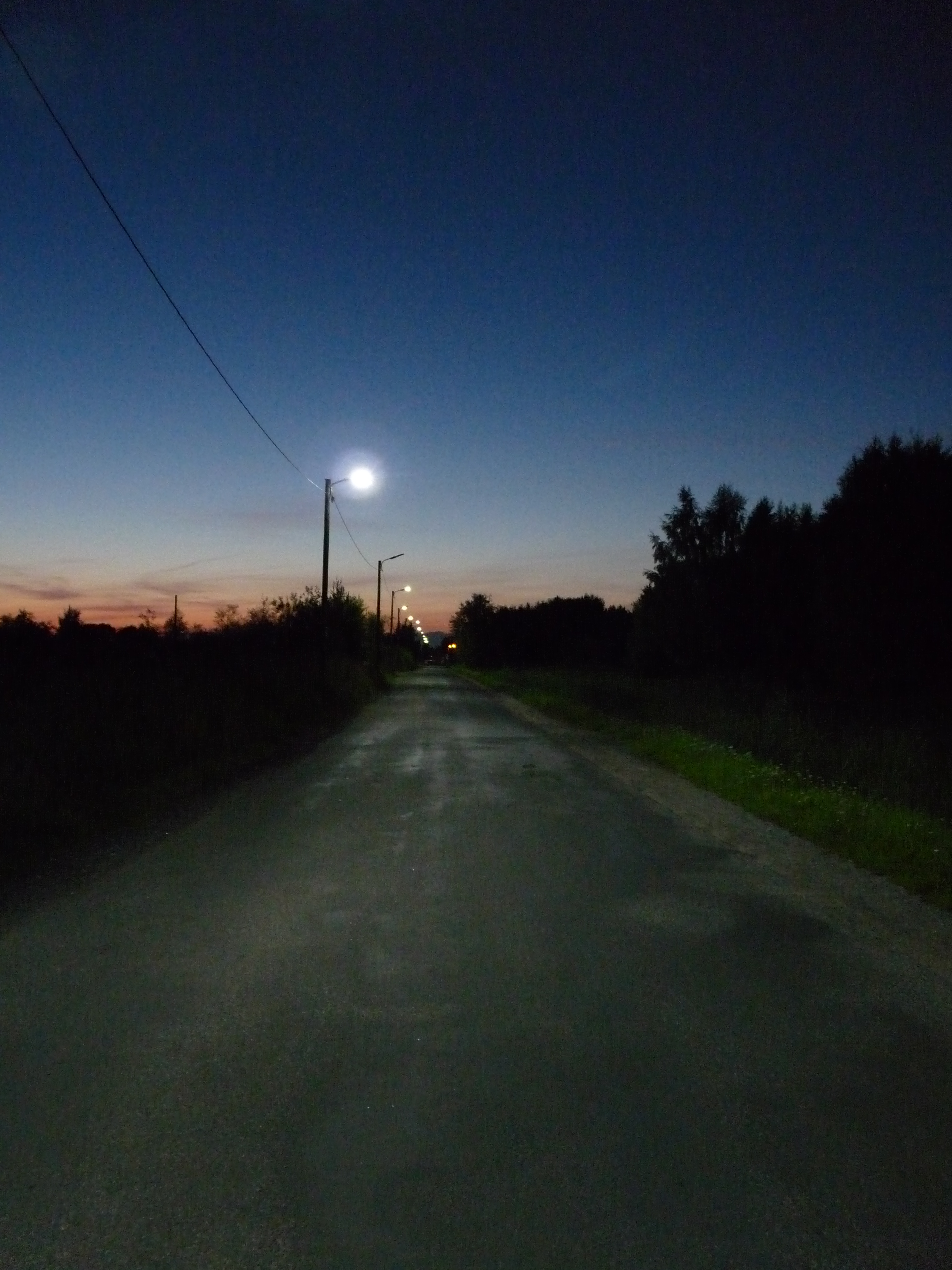
Светодиодное уличное освещение

Ещё большую выгоду можно получить от замены ртутных ламп высокого давления — до 70 %. Поэтому многие города планируют полный переход на светодиодное уличное освещение. Например в Финляндии, лидером является город Турку, где полностью заменят к концу 2015 года свыше 8000 светильников. Целью является достичь к 2016 году 9 % экономии по отношению к 2005 году, причём света станет больше. Для города такого размера экономия составит 1 386 000 квтч, что сравнимо с потреблением 600—700 двухэтажных зданий за год.

## Галерея

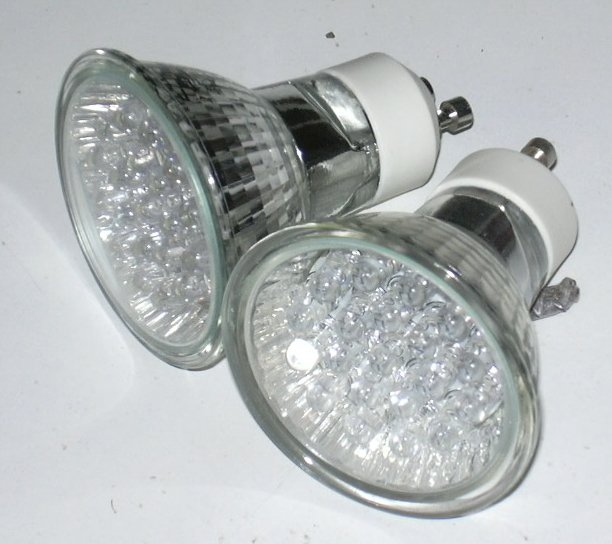
Вариант светодиодных ламп, используемых в дизайне помещений
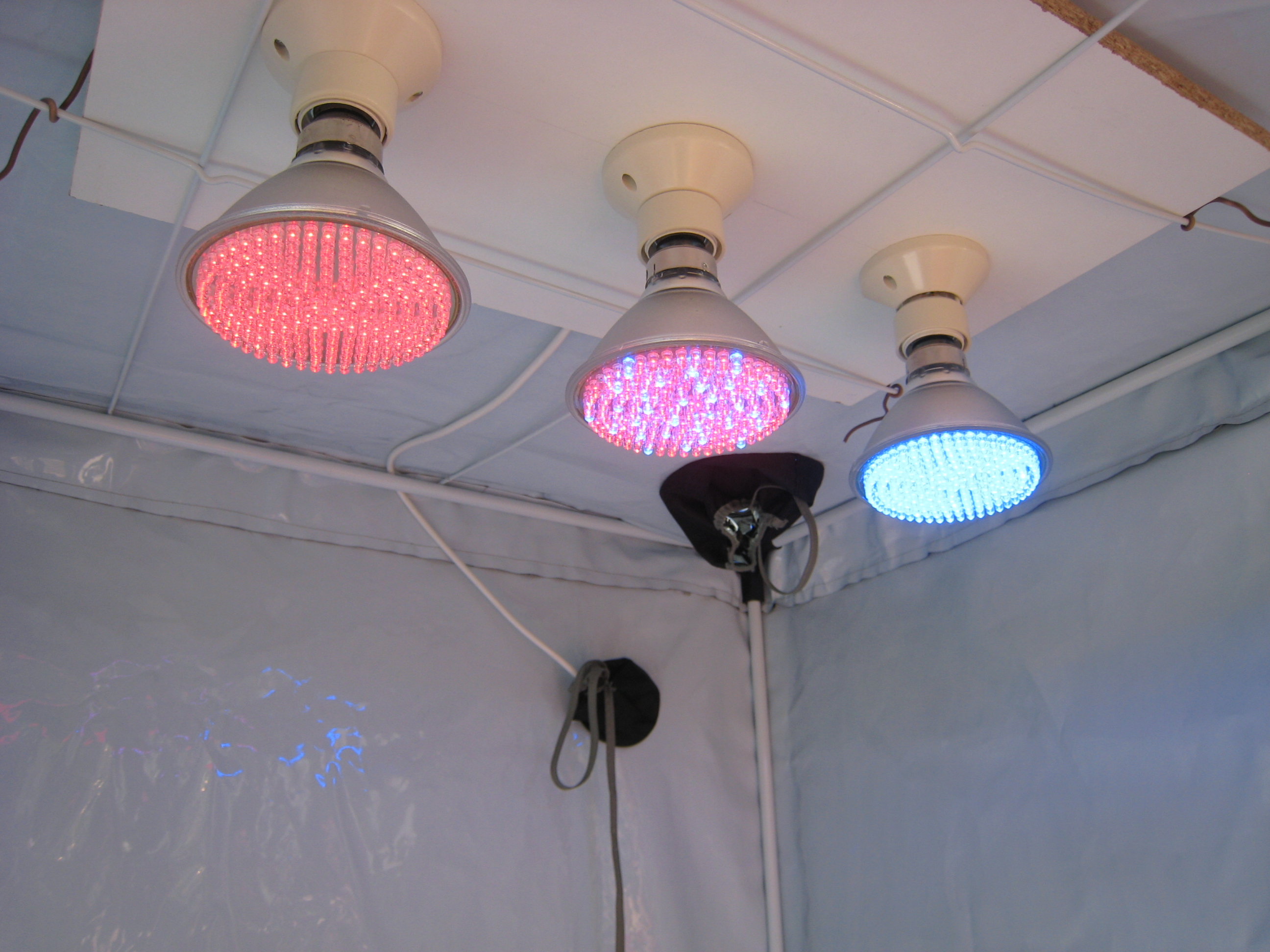
Разноцветные экономичные лампы
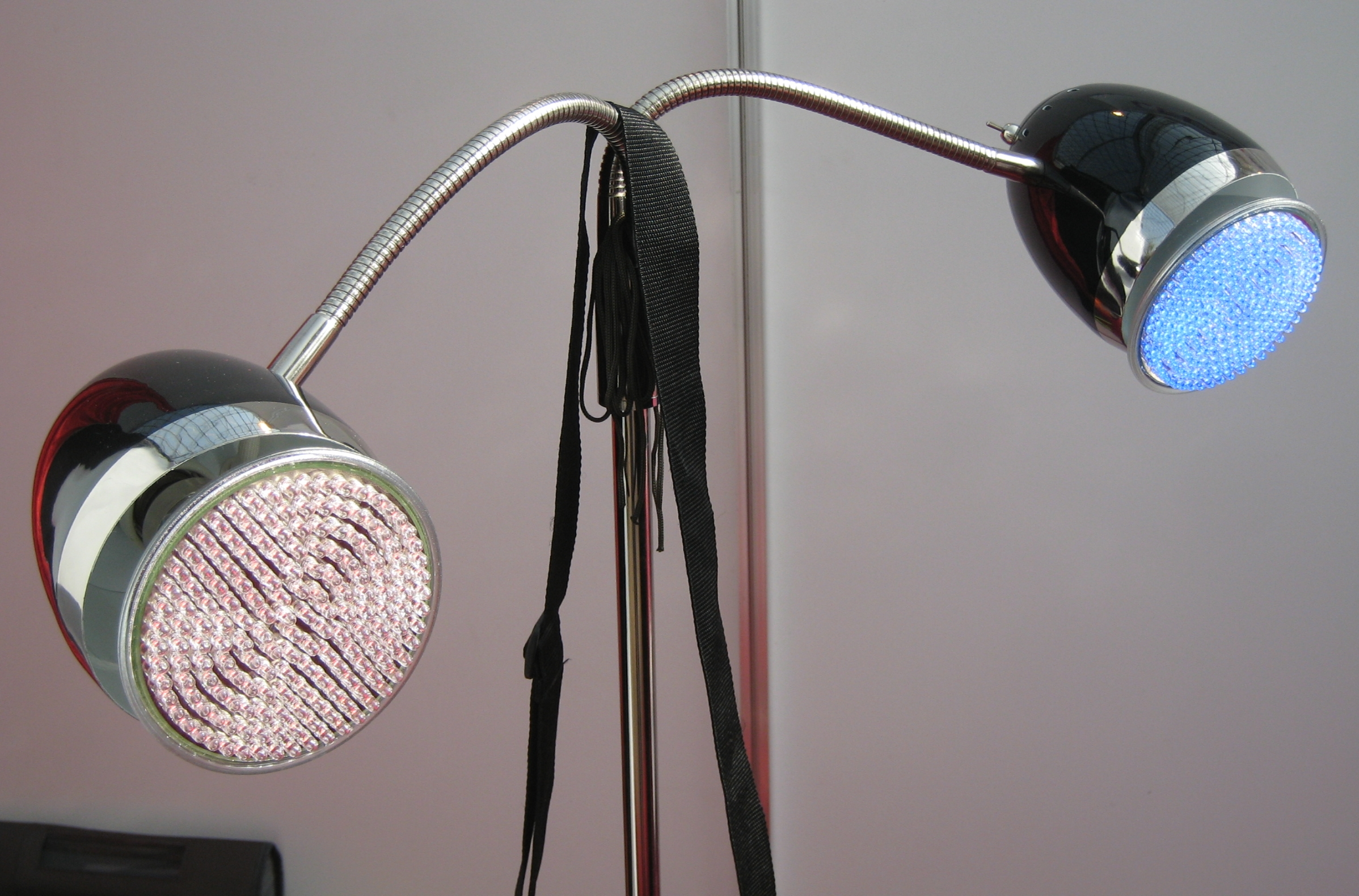
Дизайнерский торшер
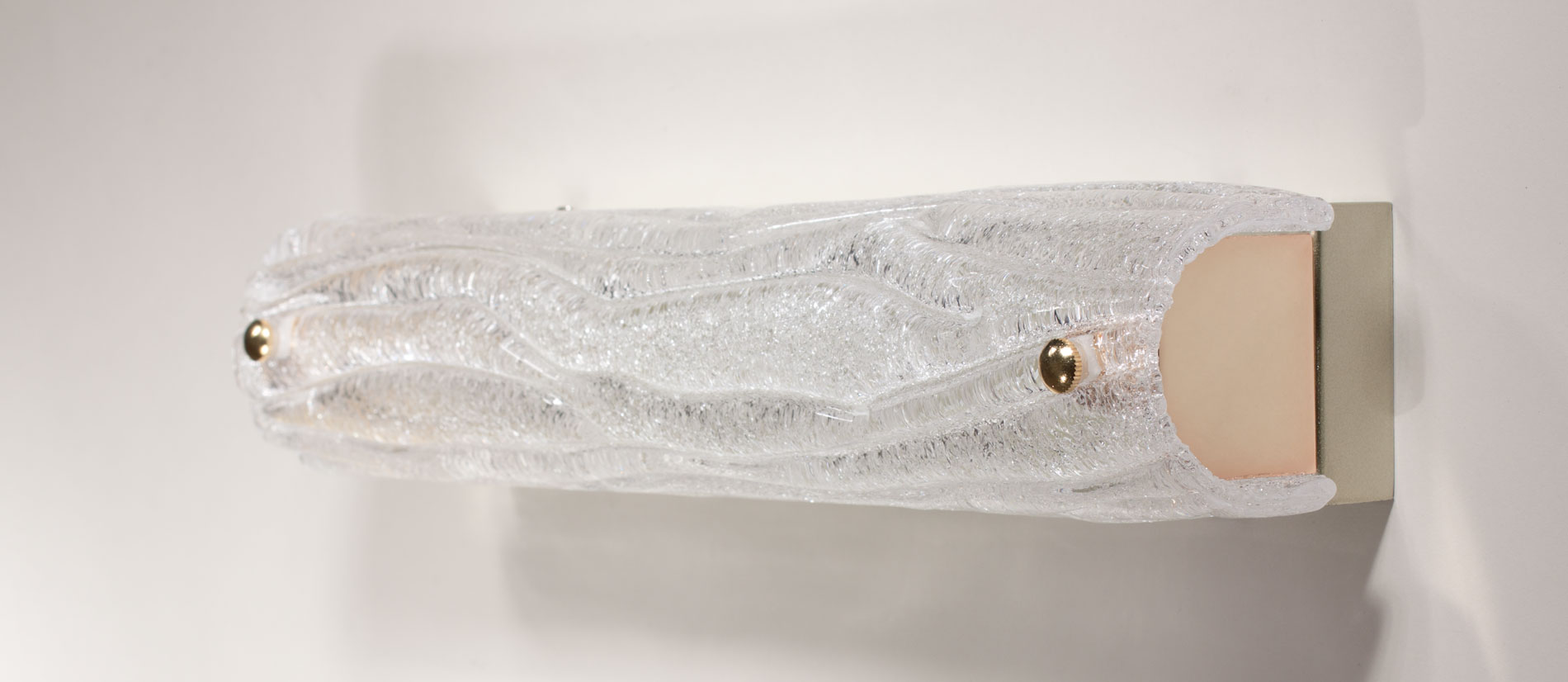
Светильник, адаптированный по технологии LED
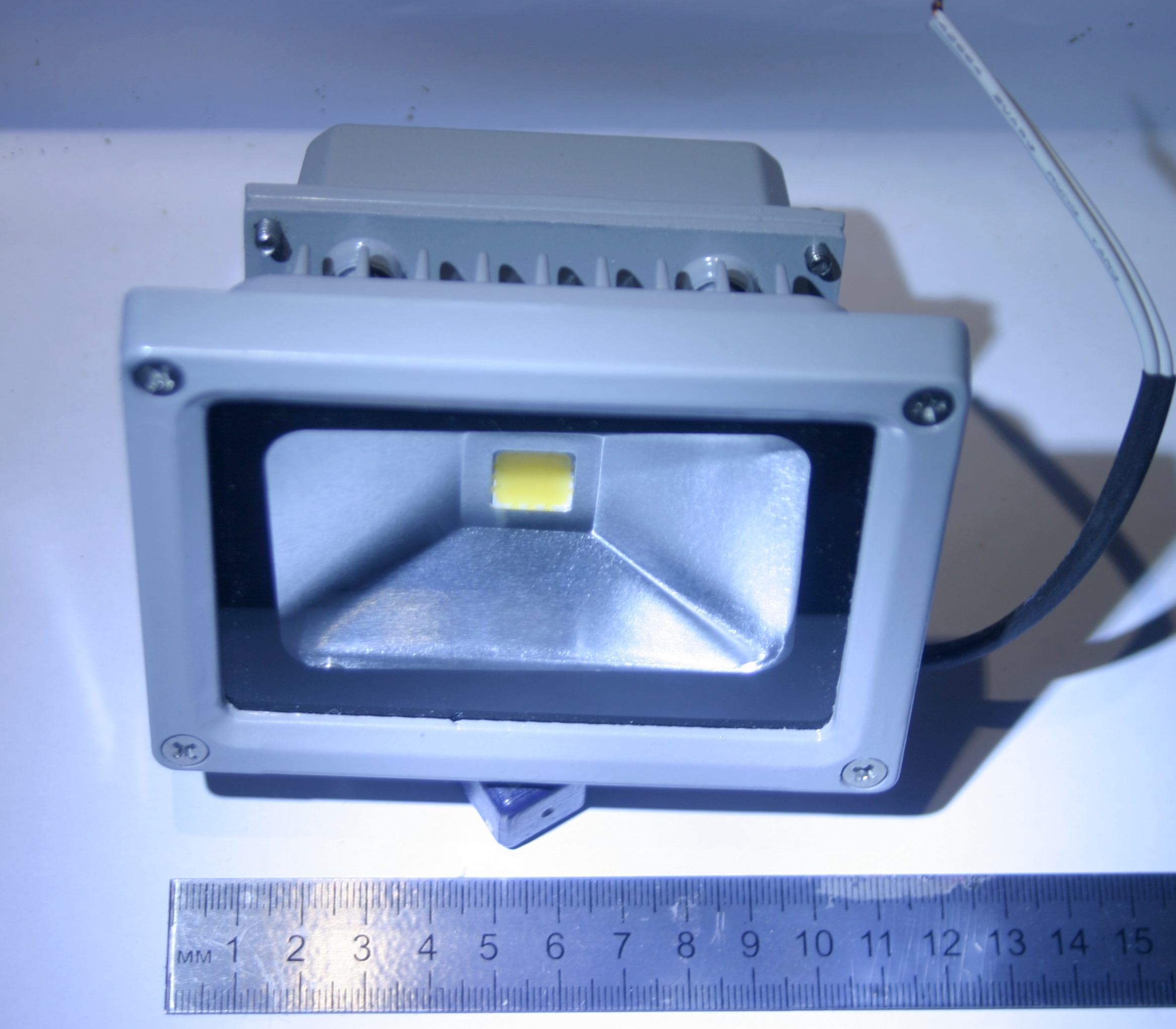
Влагозащищённый 10-Вт светодиодный светильник промышленного изготовления
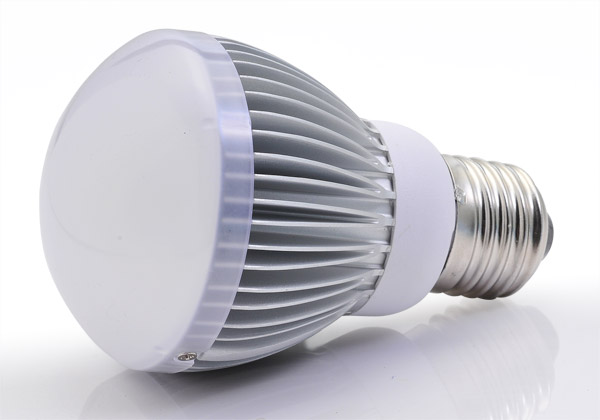
Светодиодная лампа заливающего света GL-BR20
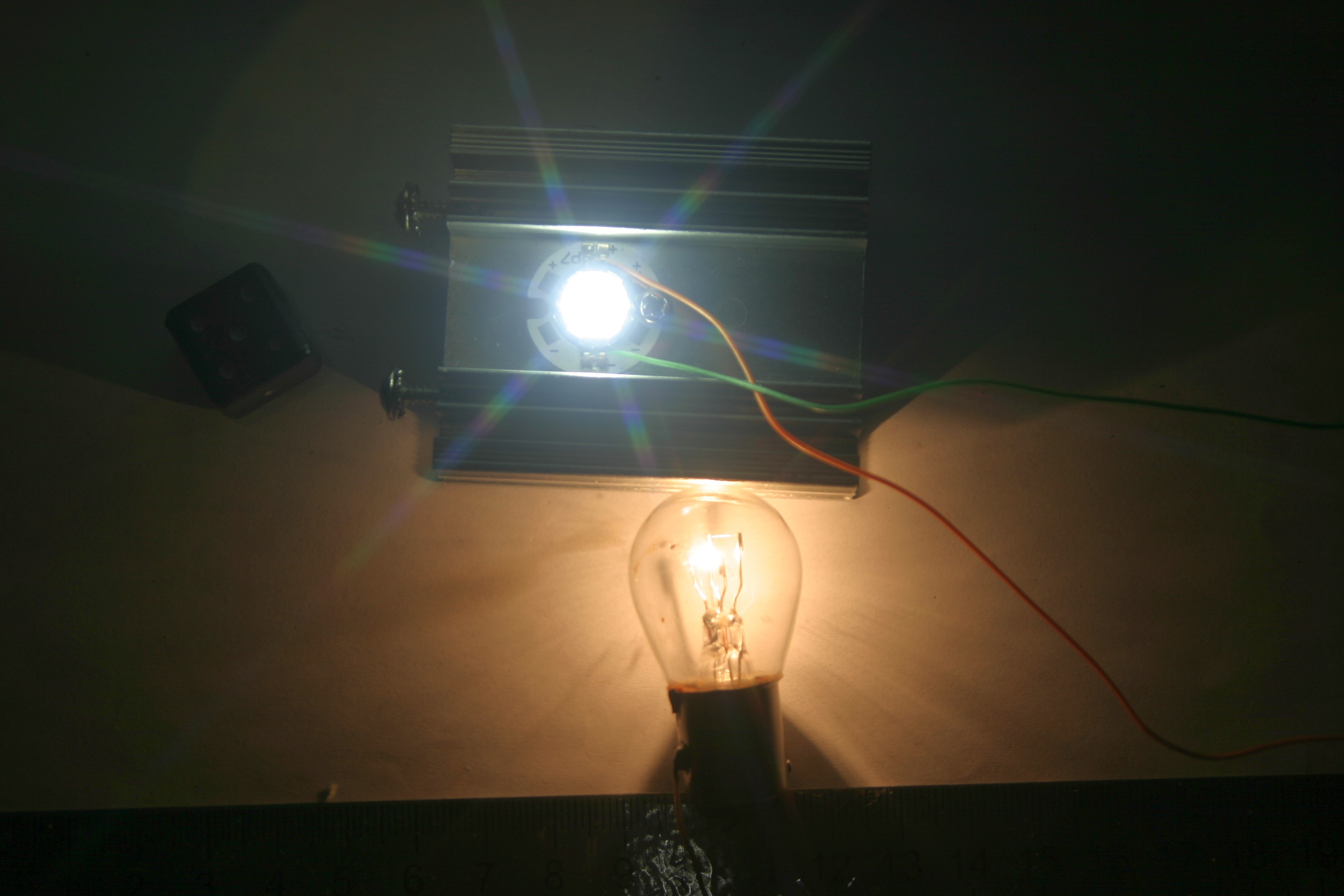
Светодиод SSC P7 на радиаторе (потребляемая мощность 7 Вт) и автомобильная 20-Вт лампа накаливания (включена)
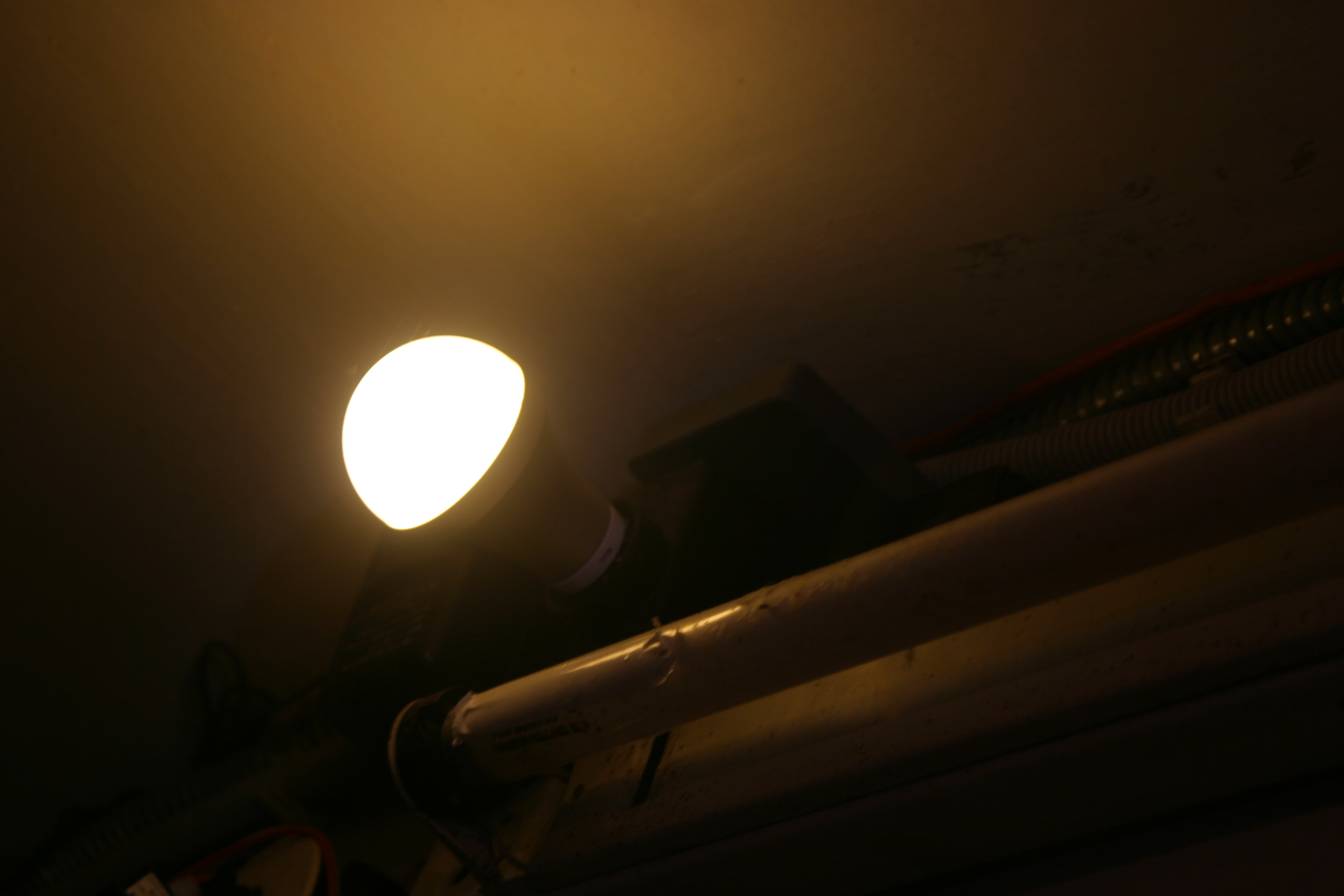
Светодиодная лампа, используемая в дежурном освещении